# Volleyball Nations League maschile
La Volleyball Nations League è una competizione pallavolistica maschile per squadre nazionali, organizzata annualmente dalla FIVB.

## Edizioni
| Edizione      | Edizione          | Podio         | Podio         | Podio         |
| Anno          | Sede della finale | Campione      | Seconda       | Terza         |
| ------------- | ----------------- | ------------- | ------------- | ------------- |
| 2018 Dettagli | Villeneuve-d'Ascq | Russia        | Francia       | Stati Uniti   |
| 2019 Dettagli | Chicago           | Russia        | Stati Uniti   | Polonia       |
| 2020          | -                 | Non disputata | Non disputata | Non disputata |
| 2021 Dettagli | Rimini            | Brasile       | Polonia       | Francia       |
| 2022 Dettagli | Bologna           | Francia       | Stati Uniti   | Polonia       |
| 2023 Dettagli | Danzica           | Polonia       | Stati Uniti   | Giappone      |
| 2024 Dettagli | Łódź              | Francia       | Giappone      | Polonia       |
| 2025 Dettagli | Ningbo            | Polonia       | Italia        | Brasile       |

## Medagliere
| Pos. | Squadra     | 1º posto | 2º posto | 3º posto | Totale |
| ---- | ----------- | -------- | -------- | -------- | ------ |
| 1    | Polonia     | 2        | 1        | 3        | 6      |
| 2    | Francia     | 2        | 1        | 1        | 4      |
| 3    | Russia      | 2        | 0        | 0        | 2      |
| 4    | Brasile     | 1        | 0        | 1        | 2      |
| 5    | Stati Uniti | 0        | 3        | 1        | 4      |
| 6    | Giappone    | 0        | 1        | 1        | 2      |
| 7    | Italia      | 0        | 1        | 0        | 1      |